# Mirko Slomka
Mirko Slomka (Hildesheim, 12 settembre 1967) è un allenatore di calcio tedesco.

## Carriera
Dopo aver giocato in squadre delle categorie minori, inizia ad allenare nel 1989, quando è alla guida della squadra Under-19 dell'Hannover 96, carica che mantiene fino al 1999, quando accetta l'incarico di allenatore dei pari-età del Tennis Borussia Berlin. Diventa allenatore della prima squadra nel 2000, ma viene esonerato il 17 novembre.
Dal 2001 al 2004 è vice-allenatore dell'Hannover 96, mentre dal 2004 al 2006 occupa lo stesso ruolo nello Schalke 04.
Il 4 gennaio 2006 diventa allenatore della prima squadra, conducendo la squadra al quarto posto finale e alla semifinale di Coppa UEFA, persa contro il Siviglia. Nel 2006-2007 lo Schalke arriva secondo dietro lo Stoccarda, perdendo la vetta alla penultima giornata. Viene esonerato il 13 aprile 2008, nonostante avesse condotto la squadra ai quarti di finale di Champions League, persi contro il Barcellona.
Il 19 gennaio 2010 diventa l'allenatore dell'Hannover, conquistando una salvezza insperata a fine stagione. L'anno dopo conquista uno storico quarto posto, dopo che la squadra era al terzo posto a tre giornate alla fine, ottenendo la qualificazione all'Europa League. L'anno successivo arriva settimo in campionato, ottenendo ancora la qualificazione in Europa League, mentre raggiunge i quarti di finale nella competizione europea, venendo eliminato dai futuri campioni dell'Atlético Madrid. L'annata 2012-2013 è al di sotto delle aspettative: l'Hannover arriva nono in campionato senza qualificarsi alle coppe europee e non va oltre i sedicesimi di Europa League, eliminato dall'Anzhi. Nel campionato 2013-2014 l'Hannover, dopo un buon inizio con 12 punti nelle prime 6 partite, conquista solo 6 punti nelle successive 11 partite e Slomka viene esonerato il 27 dicembre.
Nella stessa stagione, il 16 febbraio 2014 diventa l'allenatore dell'Amburgo, sostituendo l'esonerato Bert van Marwijk, con la squadra al penultimo posto. Debutta con una vittoria per 3-0 contro il Borussia Dortmund. A fine stagione riesce a condurre gli anseatici alla salvezza dopo lo spareggio contro il Greuther Furth. Viene esonerato il 15 settembre dopo un punto nelle prime tre partite e senza gol segnati.

## Statistiche

### Statistiche da allenatore

#### Club
Statistiche aggiornate al 28 giugno 2025. In grassetto le competizioni vinte.
| Stagione           | Squadra            | Campionato         | Campionato | Campionato | Campionato | Campionato | Coppe nazionali | Coppe nazionali | Coppe nazionali | Coppe nazionali | Coppe nazionali | Coppe continentali | Coppe continentali | Coppe continentali | Coppe continentali | Coppe continentali | Altre coppe | Altre coppe | Altre coppe | Altre coppe | Altre coppe | Totale | Totale | Totale | Totale | % Vittorie | Piazzamento |
| Stagione           | Squadra            | Comp               | G          | V          | N          | P          | Comp            | G               | V               | N               | P               | Comp               | G                  | V                  | N                  | P                  | Comp        | G           | V           | N           | P           | G      | V      | N      | P      | %          | Piazzamento |
| ------------------ | ------------------ | ------------------ | ---------- | ---------- | ---------- | ---------- | --------------- | --------------- | --------------- | --------------- | --------------- | ------------------ | ------------------ | ------------------ | ------------------ | ------------------ | ----------- | ----------- | ----------- | ----------- | ----------- | ------ | ------ | ------ | ------ | ---------- | ----------- |
| lug.-nov. 2000     | TeBe Berlino       | RN                 | 15         | 4          | 2          | 9          | CG              | 1               | 0               | 0               | 1               | -                  | -                  | -                  | -                  | -                  | -           | -           | -           | -           | -           | 16     | 4      | 2      | 10     | 25,00      | Eson.       |
| gen.-mag. 2006     | Schalke 04         | BL                 | 17         | 8          | 6          | 3          | CG              | -               | -               | -               | -               | CU                 | 8                  | 4                  | 2                  | 2                  | -           | -           | -           | -           | -           | 25     | 12     | 8      | 5      | 48,00      | Sub. 4°     |
| 2006-2007          | Schalke 04         | BL                 | 34         | 21         | 5          | 8          | CG              | 2               | 1               | 0               | 1               | CU                 | 2                  | 1                  | 0                  | 1                  | CdL         | 2           | 0           | 2           | 0           | 40     | 23     | 7      | 10     | 57,50      | 2°          |
| 2007-apr. 2008     | Schalke 04         | BL                 | 28         | 13         | 9          | 6          | CG              | 3               | 2               | 1               | 0               | UCL                | 10                 | 3                  | 2                  | 5                  | CdL         | 3           | 2           | 0           | 1           | 44     | 20     | 12     | 12     | 45,45      | Eson.       |
| Totale Schalke 04  | Totale Schalke 04  | Totale Schalke 04  | 79         | 42         | 20         | 17         |                 | 5               | 3               | 1               | 1               |                    | 20                 | 8                  | 4                  | 8                  |             | 5           | 2           | 2           | 1           | 109    | 55     | 27     | 27     | 50,46      |             |
| gen.-mag. 2010     | Hannover 96        | BL                 | 16         | 5          | 1          | 10         | CG              | -               | -               | -               | -               | -                  | -                  | -                  | -                  | -                  | -           | -           | -           | -           | -           | 16     | 5      | 1      | 10     | 31,25      | Sub. 15°    |
| 2010-2011          | Hannover 96        | BL                 | 34         | 19         | 3          | 12         | CG              | 1               | 0               | 1               | 0               | -                  | -                  | -                  | -                  | -                  | -           | -           | -           | -           | -           | 35     | 19     | 4      | 12     | 54,29      | 4°          |
| 2011-2012          | Hannover 96        | BL                 | 34         | 12         | 12         | 10         | CG              | 2               | 1               | 0               | 1               | UEL                | 14                 | 7                  | 4                  | 3                  | -           | -           | -           | -           | -           | 50     | 20     | 16     | 14     | 40,00      | 7°          |
| 2012-2013          | Hannover 96        | BL                 | 34         | 13         | 6          | 15         | CG              | 3               | 1               | 1               | 1               | UEL                | 12                 | 7                  | 4                  | 1                  | -           | -           | -           | -           | -           | 49     | 21     | 11     | 17     | 42,86      | 9°          |
| ago.-dic. 2013     | Hannover 96        | BL                 | 17         | 5          | 3          | 9          | CG              | 2               | 1               | 0               | 1               | -                  | -                  | -                  | -                  | -                  | -           | -           | -           | -           | -           | 19     | 6      | 3      | 10     | 31,58      | Eson.       |
| feb.-mag. 2014     | Amburgo            | BL                 | 13+2       | 3+0        | 2+2        | 8+0        | CG              | -               | -               | -               | -               | -                  | -                  | -                  | -                  | -                  | -           | -           | -           | -           | -           | 15     | 3      | 4      | 8      | 20,00      | Sub. 16°    |
| ago.-set. 2014     | Amburgo            | BL                 | 3          | 0          | 1          | 2          | CG              | 1               | 0               | 1               | 0               | -                  | -                  | -                  | -                  | -                  | -           | -           | -           | -           | -           | 4      | 0      | 2      | 2      | &0,00      | Eson.       |
| Totale Amburgo     | Totale Amburgo     | Totale Amburgo     | 18         | 3          | 5          | 10         |                 | 1               | 0               | 1               | 0               |                    | -                  | -                  | -                  | -                  |             | -           | -           | -           | -           | 19     | 3      | 6      | 10     | 15,79      |             |
| gen.-apr. 2017     | Karlsruhe          | 2.BL               | 10         | 2          | 2          | 6          | CG              | -               | -               | -               | -               | -                  | -                  | -                  | -                  | -                  | -           | -           | -           | -           | -           | 10     | 2      | 2      | 6      | 20,00      | Sub. eson.  |
| lug.-nov. 2019     | Hannover 96        | 2.BL               | 12         | 3          | 5          | 4          | CG              | 1               | 0               | 0               | 1               | -                  | -                  | -                  | -                  | -                  | -           | -           | -           | -           | -           | 13     | 3      | 5      | 5      | 23,08      | Eson.       |
| Totale Hannover 96 | Totale Hannover 96 | Totale Hannover 96 | 147        | 57         | 30         | 60         |                 | 9               | 3               | 2               | 4               |                    | 26                 | 14                 | 8                  | 4                  |             | -           | -           | -           | -           | 146    | 60     | 37     | 49     | 41,10      |             |
| Totale carriera    | Totale carriera    | Totale carriera    | 269        | 108        | 59         | 102        |                 | 16              | 6               | 4               | 6               |                    | 46                 | 22                 | 12                 | 12                 |             | 5           | 2           | 2           | 1           | 336    | 138    | 77     | 121    | 41,07      |             |